# Mistrzostwa NCAA Division I w Zapasach w 1954
Mistrzostwa NCAA Division I w zapasach rozgrywane były w Norman w dniach 26–27 marca 1954 roku. Zawody odbyły się w McCasland Field House, na terenie Uniwersytetu Oklahomy.
- Outstanding Wrestler – Tommy Evans

## Wyniki

### Drużynowo
| Kolejność | Szkoła                        | Zespół        |
| --------- | ----------------------------- | ------------- |
| 1.        | Oklahoma State University     | Cowboys       |
| 2.        | University of Pittsburgh      | Panthers      |
| 3.        | Pennsylvania State University | Nittany Lions |
| 4.        | US Naval Academy              | Midshipmen    |
| 4.        | University of Iowa            | Hawkeyes      |

### All American

#### 115 lb
| Lp. | Zawodnik        | Szkoła     |
| --- | --------------- | ---------- |
| 1.  | Hugh Peery      | Pittsburgh |
| 2.  | Charles Ofsthun | Minnesota  |
| 3.  | Terry McCann    | Iowa       |
| 4.  | Jack Love       | Kent State |

#### 123 lb
| Lp. | Zawodnik    | Szkoła         |
| --- | ----------- | -------------- |
| 1.  | Dick Govig  | Iowa           |
| 2.  | Joe Lobaugh | Oklahoma State |
| 3.  | Al Vega     | Purdue         |
| 4.  | Ed Anderson | Minnesota      |

#### 130 lb
| Lp. | Zawodnik      | Szkoła         |
| --- | ------------- | -------------- |
| 1.  | Norvard Nalan | Michigan       |
| 2.  | Jim Howard    | Ithaca         |
| 3.  | Jim Sinadinos | Michigan State |
| 4.  | Bill Kozy     | Pittsburgh     |

#### 137 lb
| Lp. | Zawodnik           | Szkoła         |
| --- | ------------------ | -------------- |
| 1.  | Myron Roderick     | Oklahoma State |
| 2.  | Eddie Eichelberger | Lehigh         |
| 3.  | Gerry Maurey       | Penn State     |
| 4.  | Andrew Kaul        | Michigan       |

#### 147 lb
| Lp. | Zawodnik         | Szkoła         |
| --- | ---------------- | -------------- |
| 1.  | Jay Thomas Evans | Oklahoma       |
| 2.  | Donald Thompson  | Oklahoma State |
| 3.  | Lloyd Corwin     | Cornell Iowa   |
| 4.  | Ben Bronstein    | Colorado       |

#### 157 lb
| Lp. | Zawodnik      | Szkoła         |
| --- | ------------- | -------------- |
| 1.  | Bob Hoke      | Michigan State |
| 2.  | Ed Rooney     | Syracuse       |
| 3.  | Larry TenPass | Illinois       |
| 4.  | John Eagleton | Oklahoma       |

#### 167 lb
| Lp. | Zawodnik      | Szkoła         |
| --- | ------------- | -------------- |
| 1.  | Joe Solomon   | Pittsburgh     |
| 2.  | Ernie Fischer | Maryland       |
| 3.  | Joe Gattuso   | Navy           |
| 4.  | Fred Davis    | Oklahoma State |

#### 177 lb
| Lp. | Zawodnik    | Szkoła         |
| --- | ----------- | -------------- |
| 1.  | Ned Blass   | Oklahoma State |
| 2.  | Royal Smith | Colorado       |
| 3.  | Joe Krufka  | Penn State     |
| 4.  | Ted Weaver  | Kansas State   |

#### 191 lb
| Lp. | Zawodnik         | Szkoła     |
| --- | ---------------- | ---------- |
| 1.  | Pete Blair       | Navy       |
| 2.  | Joe Comly        | Lehigh     |
| 3.  | Bill Oberly      | Penn State |
| 4.  | Streeter Shining | Iowa       |

#### Open
| Lp. | Zawodnik      | Szkoła         |
| --- | ------------- | -------------- |
| 1.  | Gene Nicks    | Oklahoma State |
| 2.  | Bob Konovsky  | Wisconsin      |
| 3.  | Max Kitzelman | Nebraska       |
| 4.  | Ken Ellis     | Kansas State   |